# 国家報勲部

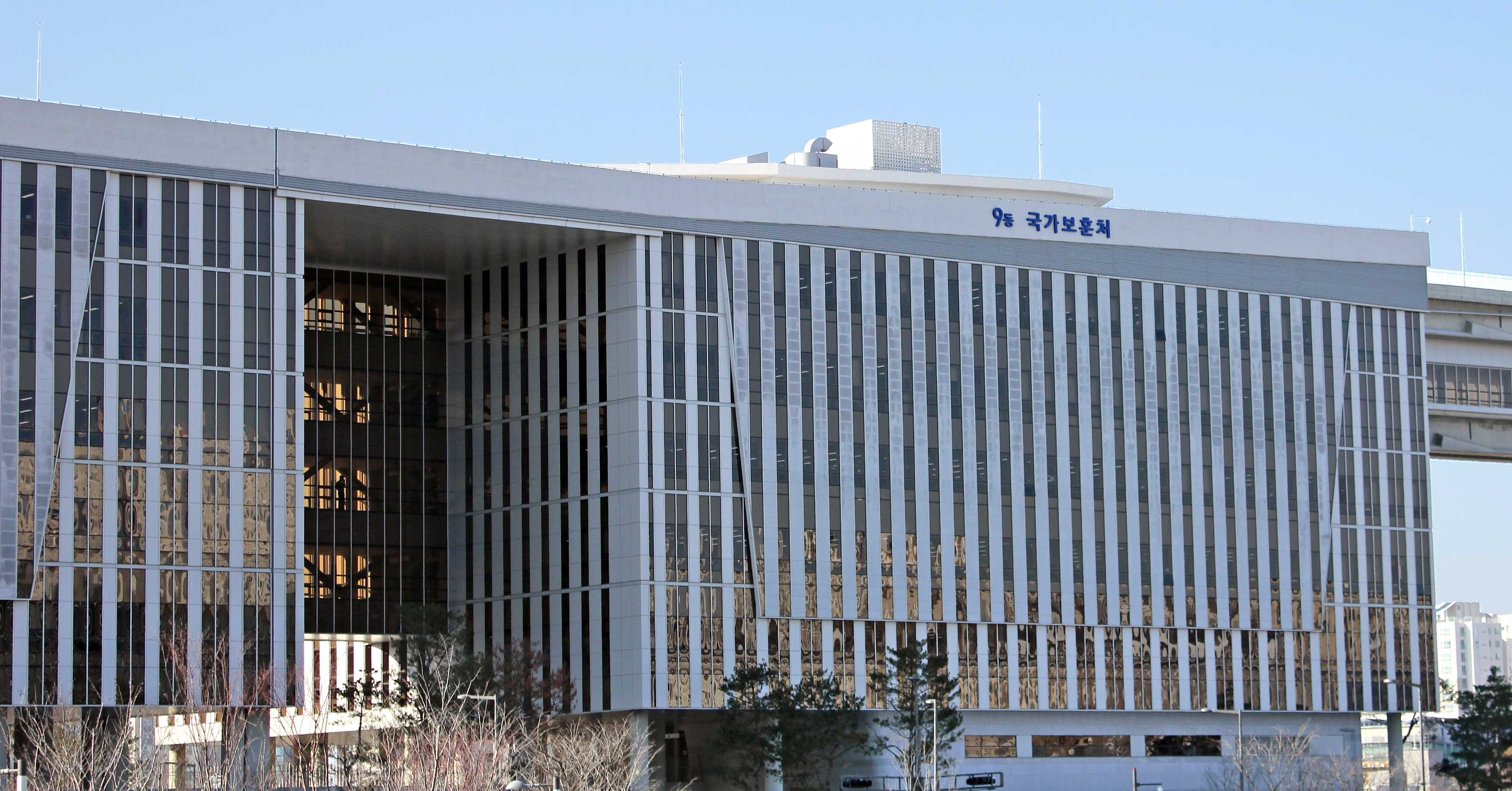
庁舎

国家報勲部（こっかほうくんぶ、朝鮮語: 국가보훈부、英語における略称：MPVA）は、大韓民国の国家行政機関で、主な役割は愛国者と退役軍人に関する政策の立案と実施を行うことである。

## 沿革
1961年7月の軍事援護庁を最初として1962年4月に援護処を経て、1985年1月に国家報勲処が設立された。2023年6月5日に国務総理室配下の国家報勲処から国家報勲部に昇格した。
組織は13の部門からなっており、愛国心の高揚のための政策が大きな役割となっており、今月の独立運動家の選定等を行っている。
所在地は世宗特別自治市政府世宗庁舎9棟。

## 職務
国家有功者とその遺族に対する報勲、参戦有功者と5・18民主有功者に対する礼遇、除隊軍人・枯葉剤後遺疑症患者・特殊任務遂行者の支援および報勲宣揚などに関する事務を管掌する。

## 組織
組織は以下のとおりである。

### 幹部
- 国家報勲部長
  - 代弁人
  - 長官政策補佐官
- 次長
  - 報勲団体協力官
  - 監査担当官

### 下部組織
- 運営支援課
- 計画調整室
- 報勲政策室
- 補償政策局
- 福祉増進局
- 除隊軍人局

### 所属機関
- 国立大田顕忠院
- 国立民主墓地
  - 国立4・19民主墓地
  - 国立3・15民主墓地
  - 国立5・18民主墓地
- 国立護国院
  - 国立永川護国院
  - 国立仁実護国院
  - 国立利川護国院
  - 国立山清護国院
  - 国立槐山護国院
  - 国立済州護国院
  - 国立新岩先烈公園
- 国立大韓民国臨時政府記念館
- 地方報勲庁
  - ソウル地方報勲庁
    - 報勲支庁（ソウル南部、ソウル北部、京畿南部、仁川、京畿北部、江原西部、江原東部）

  - 釜山地方報勲庁
    - 報勲支庁（蔚山、慶南東部、慶南西部）

  - 大田地方報勲庁
    - 報勲支庁（忠南西部、忠北南部、忠北北部）

  - 大邱地方報勲庁
    - 報勲支庁（慶北北部、慶北南部）

  - 光州地方報勲庁
    - 報勲支庁（全南東部、全南西部、全北東部、全北西部）
- 報勲審査委員会

## 歴代長官
| 代           | 氏名         | 氏名         | 在任期間       | 在任期間       |
| 代           | 漢字表記     | ハングル表記 | 着任           | 退任           |
| 軍事援護庁長 | 軍事援護庁長 | 軍事援護庁長 | 軍事援護庁長   | 軍事援護庁長   |
| ------------ | ------------ | ------------ | -------------- | -------------- |
| 初           | 閔丙権       | 민병권       | 1961年7月6日   | 1962年4月      |
| 援護処長     |              |              |                |                |
| 初           | 閔丙権       | 민병권       | 1962年4月      | 1963年1月31日  |
| 2            | 尹永模       | 윤영모       | 1963年2月1日   | 1964年5月10日  |
| 3            | 金炳三       | 김병삼       | 1964年5月11日  | 1965年5月14日  |
| 4            | 朴基錫       | 박기석       | 1965年5月16日  | 1970年12月20日 |
| 5            | 張東雲       | 장동운       | 1970年12月21日 | 1973年10月18日 |
| 6            | 柳根昌       | 류근창       | 1973年10月19日 | 1977年12月19日 |
| 7            | 金在命       | 김재명       | 1977年12月20日 | 1980年5月21日  |
| 8            | 李種浩       | 이종호       | 1980年5月22日  | 1983年10月14日 |
| 9            | 趙澈権       | 조철권       | 1983年10月15日 | 1985年1月      |
| 国家報勲処長 |              |              |                |                |
| 9            | 趙澈権       | 조철권       | 1985年1月      | 1985年2月18日  |
| 10           | 崔鐘鎬       | 최종호       | 1985年2月21日  | 1986年1月7日   |
| 11           | 金瑾洙       | 김근수       | 1986年1月8日   | 1988年2月24日  |
| 12           | 全錫洪       | 전석홍       | 1988年2月25日  | 1988年12月4日  |
| 13           | 李相淵       | 이상연       | 1988年12月5日  | 1990年12月26日 |
| 14           | 閔庚培       | 민경배       | 1990年12月27日 | 1993年2月25日  |
| 15           | 李炳台       | 이병태       | 1993年2月26日  | 1993年12月21日 |
| 16           | 李忠吉       | 이충길       | 1993年12月22日 | 1994年12月23日 |
| 17           | 黄昌平       | 황창평       | 1994年12月24日 | 1996年12月19日 |
| 18           | 呉正昭       | 오정소       | 1996年12月20日 | 1997年3月5日   |
| 19           | 朴相範       | 박상범       | 1997年3月6日   | 1998年3月2日   |
| 20           | 金義在       | 김의재       | 1998年3月9日   | 1999年3月1日   |
| 21           | 崔圭鶴       | 최규학       | 1999年3月6日   | 2000年8月27日  |
| 22           | 金有培       | 김유배       | 2000年8月29日  | 2001年4月1日   |
| 23           | 李在達       | 이재달       | 2001年4月2日   | 2003年3月2日   |
| 24           | 安周燮       | 안주섭       | 2003年3月3日   | 2004年9月23日  |
| 25           | 朴維徹       | 박유철       | 2004年9月24日  | 2007年4月19日  |
| 26           | 金井復       | 김정복       | 2007年4月20日  | 2008年2月28日  |
| 27           | 金揚         | 김양         | 2008年3月8日   | 2011年2月23日  |
| 28           | 朴勝椿       | 박승춘       | 2011年2月24日  | 2017年5月11日  |
| 29           | 皮宇鎮       | 피우진       | 2017年5月17日  | 2019年8月15日  |
| 30           | 朴三得       | 박삼득       | 2019年8月16日  | 2020年12月30日 |
| 31           | 黄基鉄       | 황기철       | 2020年12月31日 | 2022年5月13日  |
| 32           | 朴敏植       | 박민식       | 2022年5月14日  | 2023年6月4日   |
| 国家報勲部長 |              |              |                |                |
| 初           | 朴敏植       | 박민식       | 2023年6月5日   | 2023年12月25日 |
| 2            | 姜貞愛       | 강정애       | 2023年12月26日 | 2025年7月25日  |
| 3            | 権五乙       | 권오을       | 2025年7月25日  | 現職           |

## 主な活動
- “日帝の残滓を取り除こう”キャンペーン

朝鮮日報記事(2005/08/11)によれば、日帝時代の日本語由来の単語を根絶するキャンペーンを行っている。
- “臨時政府の「対日宣戦布告」64周年の記念式の開催"

中央日報記事(2005/12/08)によれば、大韓民国臨時政府が日本に宣戦布告した「対日宣戦布告日」の64周年を迎えて記念式を行っている。
- 親日行為前歴の判明で有功者礼遇中断措置

東亜日報記事(2005/03/04)によれば、遺族年金、子女学資金等 独立有功者に与えられている特典（有功者礼遇）に対して、事後に親日行為があったと判明した場合（親日前歴）は、その有功者礼遇措置の取り消しを行うとしている。